# Буджацька Тартарія
Буджацька Тартарія — сучасна територія південноукраїнських степів між гирлами Дністра і Дунаю, колись у складі Османської імперії. Перебувала у васальній залежності від Кримського ханства і Османської імперії. Заснована у XV ст. тюркськими кочовиками — ногайськими татарами (20 000—30 000 осіб). Проіснувала до XVIII ст.